# Frederick Heath
Frederick Albert Heath (Willesden, 23 de dezembro de 1935 - Lancashire, 7 de outubro de 1966) conhecido profissionalmente como Johnny Kidd, foi um cantor e compositor inglês, mais lembrado como o vocalista da banda de rock and roll Johnny Kidd & the Pirates. Ele foi um dos poucos roqueiros britânicos pré-Beatles a alcançar fama mundial, principalmente por seu sucesso de 1960, "Shakin 'All Over".

## Biografia
Frederick Albert "Freddie" Heath nasceu em 1935 em Willesden, norte de Londres, Inglaterra. Ele começou a tocar guitarra em um grupo de skiffle por volta de 1956. O grupo, conhecido como "The Frantic Four" e mais tarde como "The Nutters", abrangia principalmente skiffle, pop e rockabilly. Simultaneamente, Heath estava provando ser um escritor prolífico; escrevendo mais de 30 canções em mais de três meses. A 31ª canção de Heath provaria ser a pausa do grupo.
Em 1959, Heath e sua banda fizeram um teste de gravação de seu primeiro single, um roqueiro intitulado "Please Don't Touch". Um contrato com a HMV se seguiu rapidamente e o grupo foi informado durante a sessão de que seu nome "Freddie Heath and the Nutters" seria alterado para Johnny Kidd & the Pirates. "Please Don't Touch" atingiu o pico. em No. 25 no UK Singles Chart. Embora não seja tão conhecida como a canção posterior de Kidd, "Shakin 'All Over", é um destaque entre outras canções de rock britânico da época. Ao contrário de Billy Fury ou Marty Wilde, Kidd não cantava imitando de Elvis Presley, ou um de seus contemporâneos americanos. A música também tinha uma harmonia suave e não continha referências claras ao estilo rockabilly.
A canção mais famosa de Kidd como compositor foi "Shakin 'All Over", que foi um hit número 1 no Reino Unido e o melhor momento da banda em 1960. A versão do próprio Kidd não alcançou sucesso fora da Europa, mas duas versões covers: The Guess Who liderou as paradas canadenses (e atingiu o número 22 nos EUA) com sua versão de 1965, e na Austrália, Normie Rowe liderou as paradas com ela no mesmo ano. A canção era originalmente para ser um lado B de um cover de "Yes Sir, That's My Baby" de Ricky Nelson. Kidd foi informado de que uma canção de sua autoria poderia ser usada e junto com The Pirates o novo número foi escrito no porão do bar do Freight Train um dia antes da gravação. Além de Kidd (vocais), Alan Caddy (guitarra), Clem Cattini (bateria) e Brian Gregg (baixo) guitarrista Joe Moretti foi chamado por Kidd e Caddy para tocar guitarra solo. Foi Moretti quem criou o som característico da música deslizando o isqueiro de Brian Gregg para cima e para baixo no braço da guitarra.
"Shakin 'All Over" marcou o pico que Kidd não alcançaria novamente. Os registros futuros não se saíram tão bem nas paradas. Em 1961, Cattini, Caddy e Gregg deixaram a banda e mais tarde tocariam para Joe Meek em The Tornados. Kidd agora montou um novo bando de piratas. Johnny Spence foi adicionado ao baixo, Frank Farley à bateria e mais tarde Mick Green se tornaria guitarrista. A banda agora viajou extensivamente pela Inglaterra e pela Europa. Adotando um estilo mais influenciado pela música beat, o grupo alcançou a quarta posição no UK Singles Chart com "I'll Never Get Over You"; e divisão de ação nas paradas com The Searchers com "Hungry For Love" (No. 20) em 1963; ambas as canções foram escritas por Gordon Mills. Com o tempo,  Kidd e os Piratas apareciam em shows vestidos como verdadeiros Piratas. Kidd colocou um tapa-olho e carregava um cutelo que ele balançava no palco e chutava alto no ritmo da música da banda. Em 1964, a Invasão Britânica estava tomando forma e Kidd foi deixado nas sombras. Kidd tinha outro novo grupo nesta fase "The New Pirates", mas as gravações agora se tornaram covers de R&B e canções pop. Em 1966, parecia que Kidd estava à beira de um ressurgimento, mas isso logo seria interrompido.
Kidd morreu aos 30 anos em 1966, em uma colisão de automóvel na A58, Bury and Bolton Road, fronteira de Bury Bolton, Radcliffe, Lancashire. O carro em que ele viajava como passageiro teve uma colisão frontal com um carro dirigido por Peter Metcalfe. Helen Read, namorada de Metcalfe, de 17 anos, também morreu no acidente. O baixista do Pirates, Nick Simper, que mais tarde se tornou um membro original do Deep Purple, também estava no carro com Kidd, mas sofreu apenas alguns cortes e um braço quebrado.
Kidd foi cremado no Golders Green Crematorium, Londres. 

## Legado
Em retrospecto, Kidd foi musicalmente e visualmente importante para o rock. Muito antes de nomes como Paul Revere & the Raiders e Alice Cooper e outros artistas se vestirem para uma apresentação, Kidd e seu contemporâneo Screaming Lord Sutch já o estavam fazendo. Kidd and the Pirates eram uma banda de transição. Em uma época anterior a bandas como The Rolling Stones, The Yardbirds e The Animals, Kidd estava gravando música que colocava maior ênfase no blues elétrico e R&B. Suas gravações por volta de 1961 e 19664 incluíam " "I Just Want To Make Love To You" de Willie Dixon, "I Can Tell", Willie Perryman's "Dr Feel-good" de  Bo Diddley e "Some Other Guy" de Richie Barrett. Estas gravações não imitavam os artistas da gravação original, mas em vez disso, Kidd colocou sua própria marca nas interpretações. Esses foram os tipos de mudanças que se tornariam mais cruciais à medida que o blues britânico ganhasse mais terreno no início dos anos 1960. Muitos historiadores do rock  Consideram o disco de 1962 "A Shot of Rhythm and Blues, o disco britânico nº 48 "para ser a ponte sônica entre o rock and roll britânico e o beat/R&B britânico.